# Roman in Moscow
Singles de Nicki Minaj
Dance (A$$)
(2011) Turn Me On
(2012)
Roman in Moscow est une chanson de l'artiste et compositrice trinidadienne Nicki Minaj. La chanson est sortie le 2 décembre 2011, comme teaser de son second album studio Pink Friday: Roman Reloaded. Néanmoins, cette dernière fut retirée de l'album. Lorsque la chanteuse fut interrogé sur la raison du retrait, elle répondit que cette piste ne lui plaisait pas et qu'elle l'avait de ce fait retirée. La chanson est écrite par Onika Maraj, Nicholas Warwar, Raymond Diaz, Mike Aiello, Safaree Samuels et Bryan Williams et est produite par StreetRunner et Sarom. La chanson fait son entrée au Billboard Hot 100 à la 64e place.

## Développement
La pochette du single montre le nom de l'artiste, Nicki Minaj en lettre noires, rayé avec en dessous le titre Roman in Moscow, lui non rayé, ce qui expliquerait le fait que ce n'est pas Minaj elle-même qui chante la chanson, mais son alter ego Roman Zolanski[réf. nécessaire].

## Liste des pistes
Téléchargement numérique 
1. Roman in Moscow – 2:38

## Clip
Le 18 décembre, Nicki Minaj tweeta qu'elle était en train de tourner le clip, en disant les mots « Video Shoot » et « RIM »[pertinence contestée] (raccourcis pour Roman in Moscow).

## Classements
Dans le classement datée de la semaine du 17 décembre, 2011, Roman in Moscow entra au Billboard Hot 100 à la 64e place, tandis que la semaine du 11 décembre 2011 la chanson entra au UK Singles Chart à la 84e place et à la 22e place du UK R&B Chart.
| Classement (2011)              | Meilleure position |
| ------------------------------ | ------------------ |
| Canada (Billboard Hot 100)     | 88                 |
| États-Unis (Billboard Hot 100) | 64                 |
| Royaume-Uni (UK Singles Chart) | 84                 |
| Royaume-Uni (UK R&B Chart)     | 22                 |

## Historique des sorties
| Pays       | Date            | Format                   | Label                                       |
| ---------- | --------------- | ------------------------ | ------------------------------------------- |
| États-Unis | 2 décembre 2011 | Téléchargement Numérique | Young Money, Cash Money, Universal Republic |